# 볼차노도
볼차노 자치도(이탈리아어: Provincia autonoma di Bolzano, 독일어: Autonome Provinz Bozen 보첸 자치도[*])는 이탈리아 북부 트렌티노알토아디제주(트렌티노쥐트티롤주)에 있는 도이다. 면적 7,399.97 km2, 인구 511,750명(2011).
이탈리아 최북단의 도이며, 북쪽은 오스트리아와 국경을 접한다. 오스트리아와 연결되는 티롤로 불리는 지방의 일부로, 독일어로는 남티롤(독일어: Südtirol 쥐트티롤[*])이라고도 한다.

## 역사
오스트리아-헝가리 제국의 영토였다가 제1차 세계 대전 후 이탈리아의 영토가 된 곳으로, 1972년에 자치권이 주어졌다.

## 분리주의
독일어를 쓰는 오스트리아 계통의 주민이 많으며 이러한 이유 때문에 이탈리아로부터의 분리 독립 및 오스트리아와의 재결합을 원하는 목소리가 상당하다. 2013년의 여론조사에서는 독일어와 라틴어 사용자의 54%가 이탈리아로부터의 독립을 선호한다고 답했으며, 이탈리아어 사용자까지 포함할 경우 46%의 응답자가 독립을 선호한다고 답했다. 남티롤과 오스트리아의 재결합을 지지하는 정당으로는 남티롤 인민당, 자유당과 남티롤 시민연합이 있다.

## 언어

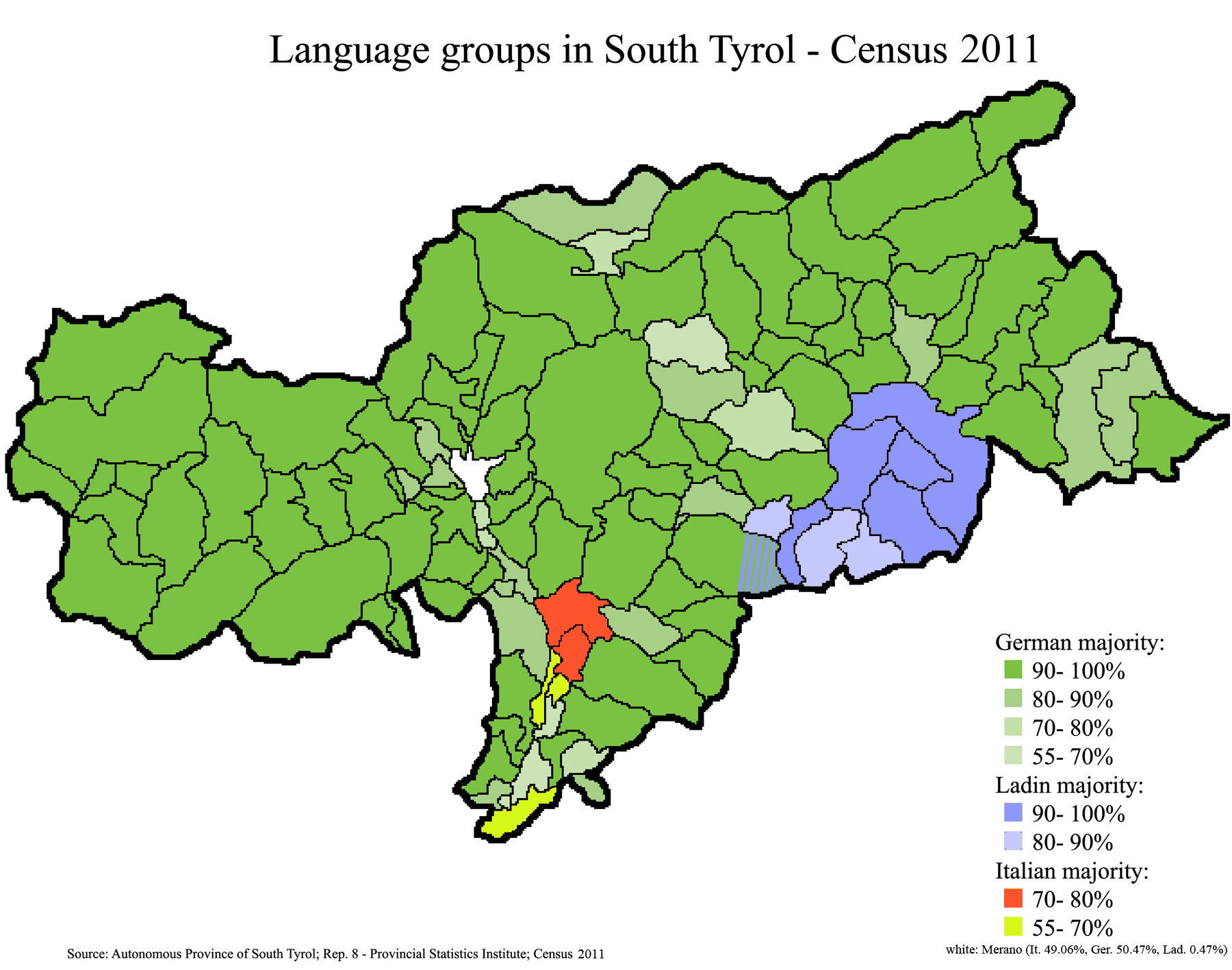
남티롤의 언어사용 지도. 녹색은 독일어, 청색은 라딘어, 주황색이 이탈리아어 사용자가 많은 지역

2011년 인구조사 결과 주민의 61.48%가 독일어, 23.08%가 이탈리아어, 4.02%가 라딘어, 기타 11.43%로 나타났다. 도청 소재지인 볼차노를 중심으로 한 116개의 자치단체로 구성되어 있다. 

## 같이 보기
- 티롤